# Jewgienija Weber-Chirjakowa
Jewgienija Siemionowna Weber-Chirjakowa, ros. Евгения Семёновна Вебер-Хирьякова (ur. w 1893 lub 1895 r. w Omsku, zm. w październiku 1939 r. w Warszawie) – rosyjska emigracyjna pisarka, publicystka, krytyk literacki
W 1919 r. znalazła się na emigracji. Początkowo mieszkała w Harbinie, a następnie Paryżu. W 1929 r. przybyła do Polski. Została członkiem Związku Rosyjskich Pisarzy i Dziennikarzy w Polsce. Była autorką opowiadań, powieści, licznych artykułów publicystycznych i literackich oraz recenzji. Od 1927 r. współpracowała z warszawską gazetą „Za Swobodu!”. W 1932 r. weszła w skład komitetu redakcyjnego gazety „Mołwa”, zaś w 1934 r. tygodnika „Miecz”. Posługiwała się pseudonimami „Andriej Ługanow”, „A. Palicyn”, W. Jewgieniew”, „J.W.”, „W.J.” Pisała też artykuły do polskich pism „Droga”, „Marchołt”, „Verbum”, „Pion”. Była członkiem warszawskich grup literackich „Wspólnota Literacka” i „Domek w Kołomnie”. Po zajęciu Warszawy przez wojska niemieckie pod koniec września 1939 r., popełniła wkrótce samobójstwo.